# Nati nel 1912/Novembre
| Questa pagina contiene informazioni ricavate automaticamente dalle voci biografiche con l'ausilio del template Bio e di un bot. L'aggiornamento è periodico e automatico e ricostruisce completamente la pagina. Se manca una persona in questa lista, sei pregato di non aggiungerla, ma accertati piuttosto che la sua voce biografica contenga il template Bio e che i dati anagrafici siano correttamente compilati. Se il template Bio manca, inseriscilo tu stesso o, in alternativa, metti l'avviso {{tmp\|Bio}} che ne segnala la mancanza. Se i dati riportati sono sbagliati, correggi direttamente la voce biografica; le modifiche saranno visibili in questa lista entro pochi giorni. Per chiarimenti vedi il progetto biografie. La lista contiene solo le 145 persone che sono citate nell'enciclopedia e per le quali è stato implementato correttamente il template Bio. Pagina aggiornata al 2 ago 2025. |

- 1º novembre - Michele Anzalone, scrittore italiano († 1984)
- 1º novembre - Ahmed Sher Khan, hockeista su prato indiano († 1967)
- 1º novembre - Bill Miller, astista statunitense († 2008)
- 2 novembre - Francisco Albino, calciatore portoghese († 1993)
- 2 novembre - James Bickford, bobbista statunitense († 1989)
- 2 novembre - Manuella Kalili, nuotatore statunitense († 1969)
- 2 novembre - Otto Licha, pallamanista austriaco († 1996)
- 2 novembre - Demos Malavasi, operaio e partigiano italiano († 1943)
- 2 novembre - Toña la Negra, cantante e attrice messicana († 1982)
- 3 novembre - Victor Borghi, fondista svizzero († 1986)
- 3 novembre - Alfredo Stroessner, politico e generale paraguaiano († 2006)
- 4 novembre - Ettore Della Giovanna, giornalista italiano († 2004)
- 4 novembre - Viktor Illarionovič Ivčenko, regista cinematografico sovietico († 1972)
- 5 novembre - Leonardo Cilaurren, calciatore spagnolo († 1969)
- 5 novembre - Dominique Hoàng Văn Đoàn, vescovo cattolico vietnamita († 1974)
- 5 novembre - Walter Rose, calciatore tedesco († 1989)
- 5 novembre - Joe Stack, cestista statunitense († 1954)
- 5 novembre - Michail Nikolaevič Zacharov, militare sovietico († 1978)
- 5 novembre - Şehzade Mehmed Ertuğrul, principe ottomano († 1944)
- 6 novembre - Corrado Banchi, fotografo italiano († 1999)
- 6 novembre - George Cakobau, politico figiano († 1989)
- 6 novembre - George Lichtheim, scrittore tedesco († 1973)
- 6 novembre - Enrico Longinotti, imprenditore e dirigente sportivo italiano († 1979)
- 6 novembre - Rino Mordacci, scultore e pittore italiano († 2007)
- 6 novembre - Paolo Emilio Taviani, politico, storico e economista italiano († 2001)
- 6 novembre - Nello Tedeschini, calciatore italiano († 1996)
- 7 novembre - Chithira Thirunal Balarama Varma, principe indiano († 1991)
- 7 novembre - Gino Costenaro, calciatore e allenatore di calcio italiano († 1997)
- 7 novembre - Willie Evans, calciatore gallese († 1976)
- 7 novembre - Viktor Grigor'evič Komissarževskij, regista sovietico († 1981)
- 7 novembre - Ernst Lehner, calciatore tedesco († 1986)
- 7 novembre - Trude Marlen, attrice austriaca († 2005)
- 7 novembre - Nilo Ossani, cantante italiano († 1997)
- 8 novembre - Gaetano Franco, militare italiano († 1937)
- 8 novembre - June Havoc, attrice statunitense († 2010)
- 8 novembre - Stylianos Pattakos, militare e politico greco († 2016)
- 9 novembre - Silvio Mazzoli, calciatore italiano († 1984)
- 9 novembre - Mario Toffanin, partigiano italiano († 1999)
- 10 novembre - Sándor Barcs, dirigente sportivo ungherese († 2010)
- 10 novembre - Bernhard Häring, teologo tedesco († 1998)
- 10 novembre - James LuValle, velocista statunitense († 1993)
- 11 novembre - Nina Andrycz, attrice polacca († 2014)
- 11 novembre - Ermanno Poggipollini, calciatore italiano
- 11 novembre - Giuseppe Tocco, politico italiano († 2006)
- 11 novembre - Juliette de Baïracli Levy, veterinaria e scrittrice britannica († 2009)
- 11 novembre - Jaime del Burgo Torres, bibliografo e storico spagnolo († 2005)
- 12 novembre - Max Glashoff, scrittore tedesco († 2008)
- 12 novembre - Tuffy Leemans, giocatore di football americano statunitense († 1979)
- 12 novembre - Mario Modotti, partigiano, operaio e antifascista italiano († 1945)
- 12 novembre - Magnús Pálsson, pallanuotista islandese († 1990)
- 12 novembre - Bernardino Echeverría Ruiz, cardinale e arcivescovo cattolico ecuadoriano († 2000)
- 12 novembre - Stanko Vuk, poeta e scrittore sloveno († 1944)
- 13 novembre - Claude Pompidou, first lady francese († 2007)
- 14 novembre - Peggy Cartwright, attrice canadese († 2001)
- 14 novembre - Barbara Hutton, socialite statunitense († 1979)
- 14 novembre - Helmut Käser, avvocato svizzero († 1994)
- 14 novembre - Giovanni Macchia, francesista, saggista e critico letterario italiano († 2001)
- 14 novembre - Pietro Torretta, mafioso italiano († 1975)
- 15 novembre - Khalid Bakdash, politico siriano († 1995)
- 15 novembre - André Chastel, storico dell'arte francese († 1990)
- 15 novembre - Albert Ernst, militare tedesco († 1986)
- 15 novembre - Georges Janin, calciatore francese († 1974)
- 15 novembre - Fosco Maraini, antropologo, orientalista e alpinista italiano († 2004)
- 15 novembre - Fedora Mingarelli, cantante italiana († 1992)
- 16 novembre - Bruno Bedosti, calciatore italiano († 1954)
- 16 novembre - Luigi Caligaris, calciatore italiano
- 16 novembre - Mario Cenzi, militare e aviatore italiano († 1938)
- 16 novembre - Archibald Colquhoun, letterato e traduttore inglese († 1964)
- 16 novembre - George Petrie, attore statunitense († 1997)
- 16 novembre - Louis Salica, pugile statunitense († 2002)
- 17 novembre - Harry Ackerman, produttore televisivo statunitense († 1991)
- 17 novembre - Peter Calvocoressi, avvocato, politico e storico inglese († 2010)
- 17 novembre - Wilson Fonseca, direttore d'orchestra, compositore e scrittore brasiliano († 2002)
- 17 novembre - Valdo Magnani, politico italiano († 1982)
- 17 novembre - Kathleen Russell, nuotatrice sudafricana († 1992)
- 17 novembre - Marilee Shapiro Asher, scrittrice statunitense († 2020)
- 17 novembre - Archie Stinchcombe, hockeista su ghiaccio britannico († 1994)
- 17 novembre - Kim Sung-Gan, calciatore giapponese († 1984)
- 18 novembre - Arthur Herman Holmgren, botanico e esploratore statunitense († 1992)
- 18 novembre - Ernest Johnson, pistard britannico († 1997)
- 18 novembre - André Pailler, arcivescovo cattolico francese († 1994)
- 18 novembre - Alfred Zimmermann, cestista estone († 1961)
- 19 novembre - Manliff Barrington, pilota motociclistico irlandese († 1999)
- 19 novembre - Giorgio Bigongiari, presbitero italiano († 1944)
- 19 novembre - Gianni Caldana, lunghista, ostacolista e velocista italiano († 1995)
- 19 novembre - Domingos da Guia, calciatore brasiliano († 2000)
- 19 novembre - Guido Giuliante, medico, poeta e politico italiano († 1976)
- 19 novembre - Terenzio Magliano, scrittore e politico italiano († 1989)
- 19 novembre - Vittorio Marcoz, militare italiano († 1940)
- 19 novembre - Luigi Michelazzi, militare italiano († 1936)
- 19 novembre - George Emil Palade, biologo e medico romeno († 2008)
- 19 novembre - Robert Paverick, calciatore belga († 1994)
- 19 novembre - Erzsi Paál, attrice ungherese († 1973)
- 19 novembre - Joan Sales, romanziere, poeta e traduttore spagnolo († 1983)
- 20 novembre - Lidia Bianchi, storica dell'arte, museologa e funzionaria italiana († 1998)
- 20 novembre - Gino De Sanctis, scrittore, giornalista e sceneggiatore italiano († 2001)
- 20 novembre - Enrique García, calciatore argentino († 1969)
- 20 novembre - Giovanni Battista Guzzetti, presbitero e teologo italiano († 1996)
- 20 novembre - Leonardo Madoni, militare e aviatore italiano († 1941)
- 20 novembre - Ottone d'Asburgo-Lorena, nobile austriaco († 2011)
- 20 novembre - Dezső Zádor, pianista, organista e direttore d'orchestra ungherese († 1985)
- 21 novembre - Tullio Gonnelli, velocista italiano († 2005)
- 21 novembre - Pierre Grimal, filologo classico e latinista francese († 1996)
- 21 novembre - Eleanor Powell, attrice e ballerina statunitense († 1982)
- 21 novembre - Augusto Rado, tennista italiano († 1996)
- 21 novembre - Shūji Sano, attore giapponese († 1978)
- 22 novembre - Gustavo Huet, tiratore a segno messicano († 1951)
- 23 novembre - Tyree Glenn, trombonista e vibrafonista statunitense († 1974)
- 23 novembre - Renato Gomez de Ayala, militare italiano († 1938)
- 23 novembre - Jean Hengen, arcivescovo cattolico lussemburghese († 2005)
- 23 novembre - Luigi Mariotti, politico italiano († 2004)
- 23 novembre - Nam Sung-yong, maratoneta sudcoreano († 2001)
- 24 novembre - Garson Kanin, sceneggiatore e regista statunitense († 1999)
- 24 novembre - Fermo Melotti, operaio e partigiano italiano († 1964)
- 24 novembre - Vasco Palazzeschi, politico, sindacalista e antifascista italiano († 1987)
- 24 novembre - Nino Porto, musicista, pittore e poeta italiano († 2008)
- 24 novembre - Albert Sukop, calciatore tedesco († 1993)
- 24 novembre - Teddy Wilson, pianista statunitense († 1986)
- 25 novembre - Asmahan, cantante e attrice siriana († 1944)
- 25 novembre - Henry Denker, scrittore e drammaturgo statunitense († 2012)
- 25 novembre - Francis Durbridge, scrittore e sceneggiatore britannico († 1998)
- 25 novembre - Jenő Jenőfi, calciatore ungherese († 1945)
- 25 novembre - Piero Vinci, diplomatico italiano († 1985)
- 25 novembre - Vicente Zito, calciatore argentino († 1989)
- 26 novembre - Roland Ducommun, calciatore svizzero († 1979)
- 26 novembre - Georges Moret, cestista svizzero († 2009)
- 26 novembre - Miguel Ángel Pantó, calciatore argentino
- 26 novembre - Ranieri Piccolomini Clementini Adami, militare e aviatore italiano († 1971)
- 26 novembre - Eugen York, regista tedesco († 1991)
- 27 novembre - Alessandro Ciferri, calciatore italiano († 1995)
- 27 novembre - Angelo Cocconcelli, presbitero e partigiano italiano († 1999)
- 27 novembre - Dina Cocea, attrice, critica teatrale e giornalista rumena († 2008)
- 27 novembre - Connie Sawyer, attrice statunitense († 2018)
- 27 novembre - Yuen Siu-tien, attore e artista marziale cinese († 1979)
- 28 novembre - Morris Louis, pittore statunitense († 1962)
- 28 novembre - Dick Foss, calciatore inglese († 1995)
- 29 novembre - Jock Shaw, calciatore scozzese († 2000)
- 29 novembre - Viola Smith, batterista statunitense († 2020)
- 29 novembre - John Steele, militare statunitense († 1969)
- 29 novembre - Ai Xia, attrice e sceneggiatrice cinese († 1934)
- 30 novembre - Giulio Gerardi, fondista italiano († 2001)
- 30 novembre - Aleksandrs Martinsons, cestista lettone († 2001)
- 30 novembre - Walter J. Ong, religioso, antropologo e filosofo statunitense († 2003)
- 30 novembre - Arturo Paoli, presbitero, religioso e missionario italiano († 2015)
- 30 novembre - Gordon Parks, regista, sceneggiatore e attore statunitense († 2006)